# Хилтон, Марк
Марк Хилтон (англ. Mark Hylton; род. 24 сентября 1976, Слау, Великобритания) — британский легкоатлет, олимпийский медалист.

## Биография
В 1996 году он выступал в составе британской команды, которая завоевала серебряную медаль в эстафете 4х400 метров на Олимпийских играх. он участвовал только в заплывах, но все же получил медаль. В том же году он выиграл чемпионат Шотландии на дистанции 400 метров в качестве международного спортсмена. В этом году он также сохранил свой титул AAA indoor 400 метров.
В 1997 году он участвовал в чемпионате мира в эстафете 4х400 метров в составе британской команды, которая первоначально финишировала второй, но была повышена до золота в результате дисквалификации сборной США. Он участвовал только в заплывах, но все равно получил медаль. Он также выиграл первый титул чемпиона Европы до 23 лет на дистанции 400 метров. В этом году он выиграл свой третий и последний титул AAA indoor 400 метров.
В 1998 году он участвовал в чемпионате Европы в составе сборной Великобритании в эстафете 4х400 метров и завоевал золотую медаль. Позже в том же году он представлял Англию на Играх Содружества в эстафете 4х400 метров, выиграв серебро.